# Juan Carrillo Barbadillo
Juan Carrillo Barbadillo (Callao, Perú, 12 de mayo de 1977) es un exfutbolista peruano. Jugaba de delantero o volante creativo y tiene 47 años.

## Clubes
| Club                      | País | Año       |
| ------------------------- | ---- | --------- |
| Meteor S.C.               | Perú | 1996      |
| Unión Progreso            | Perú | 1997-1998 |
| Meteor Junín              | Perú | 1998      |
| Deportivo DASA            | Perú | 1999      |
| Alfonso Ugarte            | Perú | 2000      |
| Guardia Republicana       | Perú | 2001      |
| Deportivo Aviación        | Perú | 2002      |
| Universidad César Vallejo | Perú | 2003      |
| Sport Rosario             | Perú | 2004      |
| Sport Ancash              | Perú | 2004-2005 |
| León de Huánuco           | Perú | 2006      |
| Sport Ancash              | Perú | 2007-2009 |
| Sport Boys                | Perú | 2009      |
| Inti Gas                  | Perú | 2010      |
| Sport Ancash              | Perú | 2011-2012 |
| UTC                       | Perú | 2013      |
| Sport Ancash              | Perú | 2013      |
| Willy Serrato             | Perú | 2014      |

## Palmarés

### Campeonatos nacionales
| Título           | Club                      | País | Año  |
| ---------------- | ------------------------- | ---- | ---- |
| Copa Perú        | Universidad César Vallejo | Perú | 2003 |
| Copa Perú        | Sport Ancash              | Perú | 2004 |
| Segunda División | Sport Boys                | Perú | 2009 |